# Вігтерпалу
Ві́гтерпалу (ест. Vihterpalu küla) — село в Естонії, у волості Ляене-Гар'ю повіту Гар'юмаа.

## Населення
Чисельність населення на 31 грудня 2011 року становила 29 осіб.

## Історія
З 16 січня 1992 до 24 жовтня 2017 року село входило до складу волості  Падізе.

## Пам'ятки
- Миза Вігтерпалу (Vihterpalu mõis):
  - головна будівля, пам'ятка архітектури XIX століття[2]

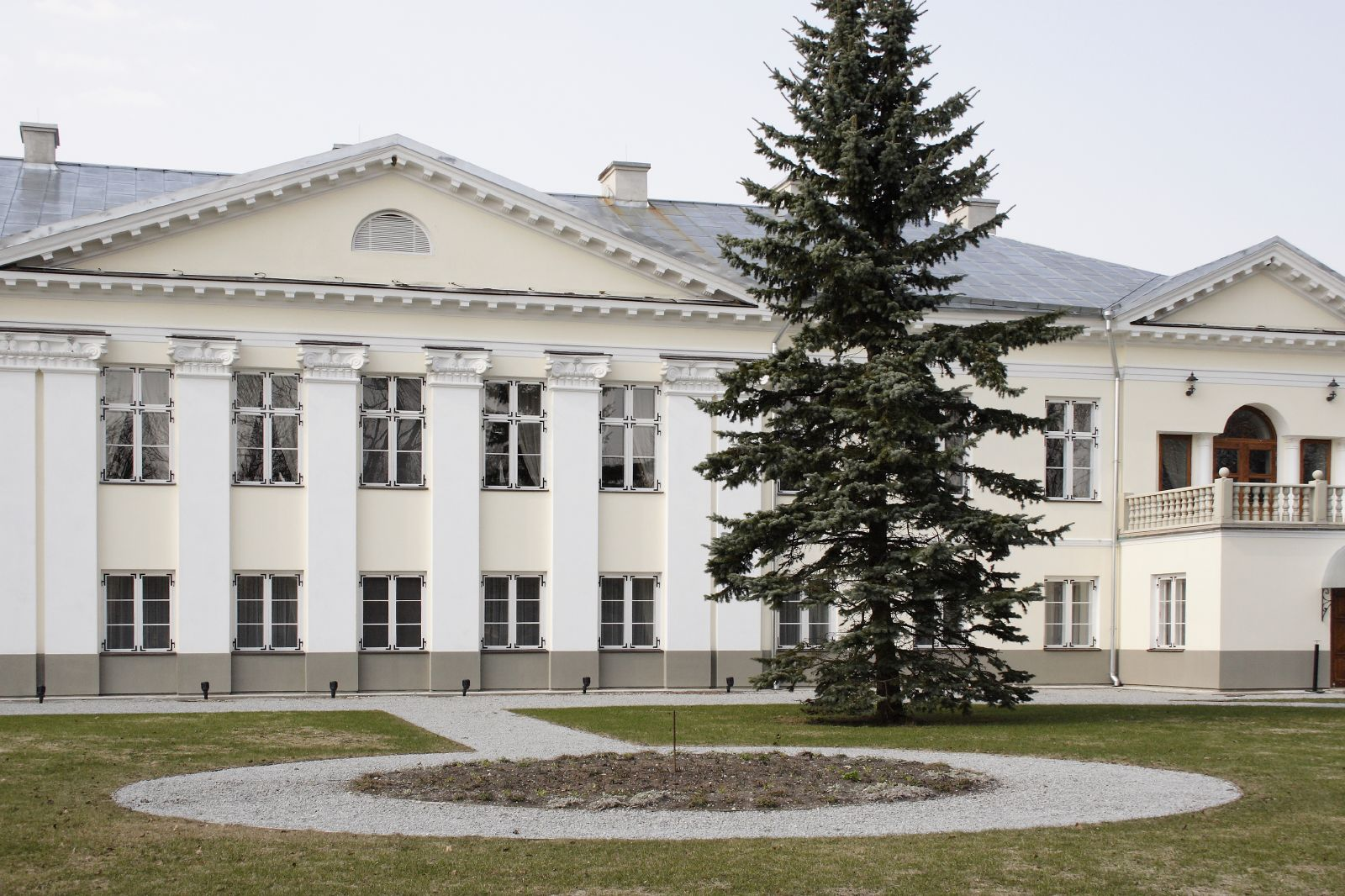
Головна будівля мизи
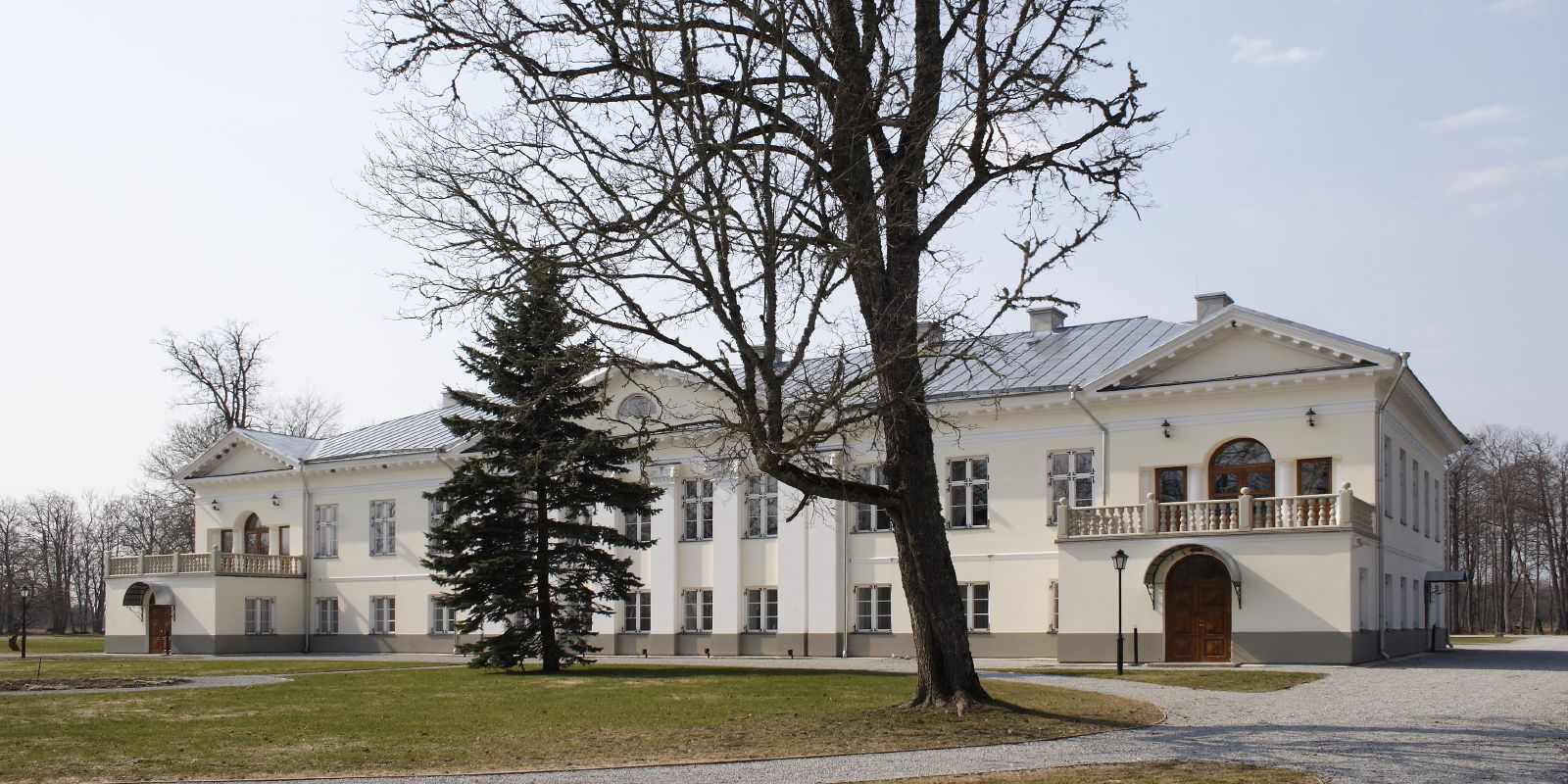
Головна будівля мизи
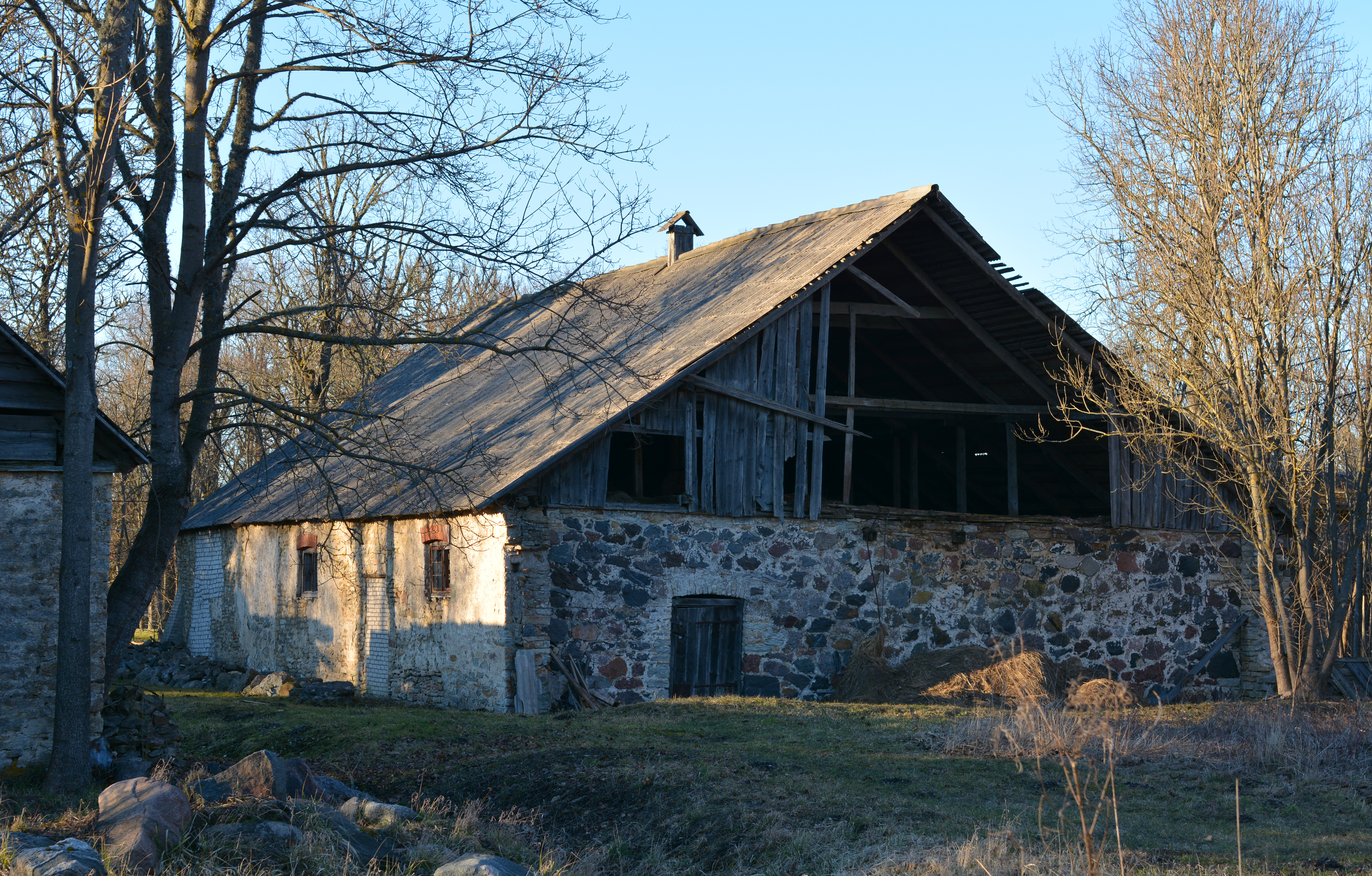
Комора мизи
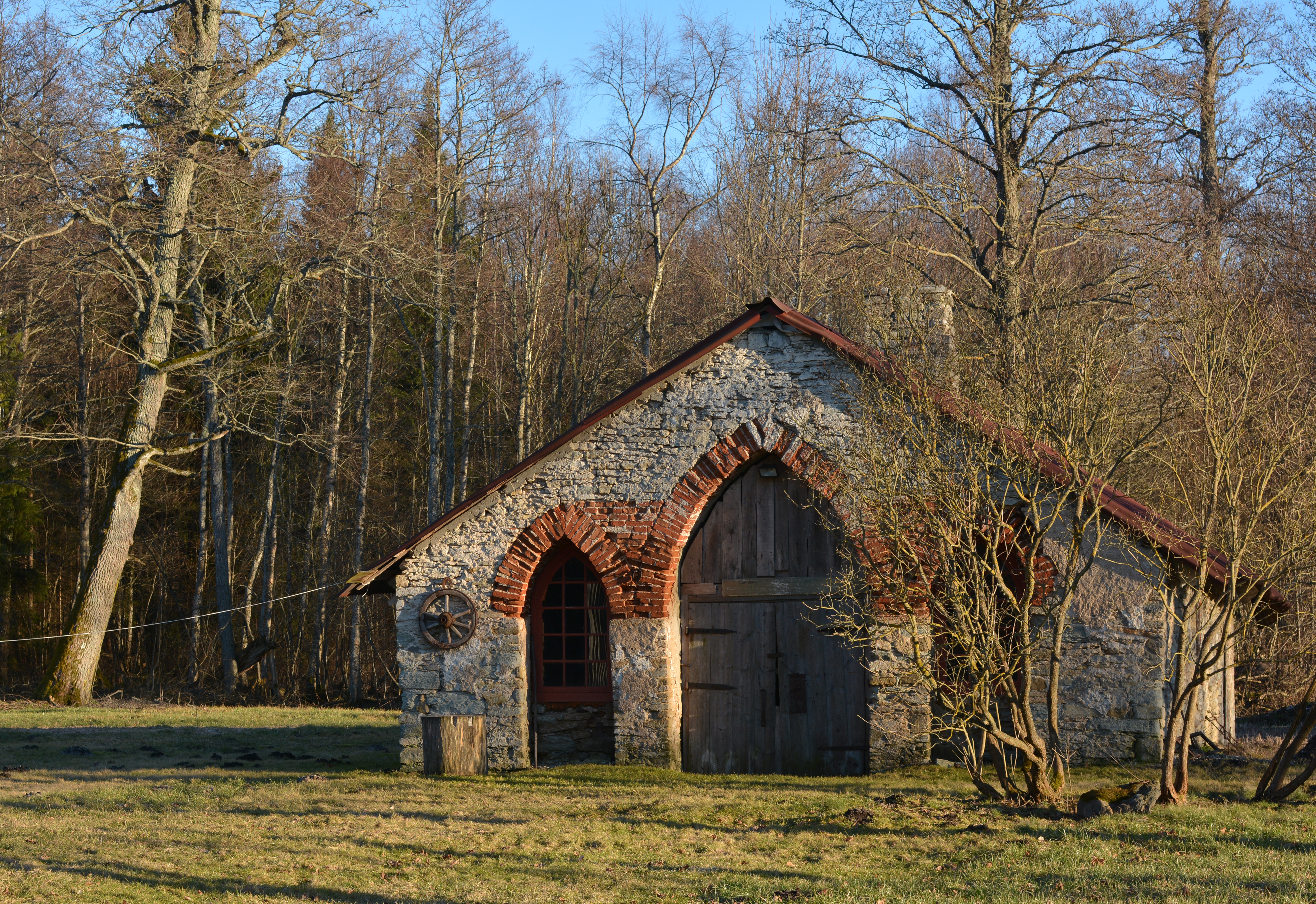
Кузня мизи